# جون لويس غاديس
جون لويس غاديس (بالإنجليزية: John Lewis Gaddis)‏ هو أستاذ جامعي ومؤرخ أمريكي، ولد في 2 أبريل 1941 في كوتولا في الولايات المتحدة.

## وصلات خارجية
- جون لويس غاديس على موقع أرشيف الشارخ.
- جون لويس غاديس على موقع IMDb (الإنجليزية)